# Nuss-procedure
De Nuss-procedure (uitgesproken als 'noes'-procedure) is een operatie die uitgevoerd wordt ter correctie van het borstbeen. De methode is in 1987 bedacht door Donald Nuss, geboren in Zuid-Afrika en lange tijd werkzaam als kinderchirurg in Norfolk (Virginia), en is sinds het eind van de jaren 1990 in gebruik.

## Theorie
De behandeling wordt veelal gebruikt om pectus excavatum, trechterborst, te behandelen maar wordt ook voor andere afwijkingen aan het borstbeen ingezet. Het idee achter de Nuss-procedure is vergelijkbaar met de beugel in de mond. Er wordt een implantaat achter het borstbeen gezet dat zo wordt gekromd dat het borstbeen geforceerd recht wordt gezet. Het implantaat blijft ongeveer twee tot drie jaar het borstbeen ondersteunen. Dan moet het borstbeen zelfstandig goed blijven staan. De operatie wordt vooral uitgevoerd bij kinderen tussen de 11 en 18 jaar. Operaties op oudere leeftijd zijn ook nog mogelijk, maar er zal veel meer pijn bij gepaard gaan.